# Graphidipus flaviceps
Graphidipus flaviceps är en fjärilsart som beskrevs av Felder 1875. Graphidipus flaviceps ingår i släktet Graphidipus och familjen mätare. Inga underarter finns listade i Catalogue of Life.